# Celle-Lévescault
Celle-Lévescault é uma comuna francesa na região administrativa da Nova Aquitânia, no departamento de Vienne. Estende-se por uma área de 42,67 km². Em 2010 a comuna tinha 1 368 habitantes (densidade: 32,1 hab./km²).